# Данкув (Любуське воєводство)
Данкув (пол. Danków) — село в Польщі, у гміні Стшельці-Краєнські Стшелецько-Дрезденецького повіту Любуського воєводства.
Населення — 127 осіб (2011).
У 1975-1998 роках село належало до Гожовського воєводства.

## Демографія
Демографічна структура станом на 31 березня 2011 року:
|          | Загалом | Допрацездатний вік | Працездатний вік | Постпрацездатний вік |
| -------- | ------- | ------------------ | ---------------- | -------------------- |
| Чоловіки | 65      | 11                 | 45               | 9                    |
| Жінки    | 62      | 9                  | 34               | 19                   |
| Разом    | 127     | 20                 | 79               | 28                   |